# Kłodzkodalen
Kłodzkodalen (polsk: Kotlina Kłodzka  , tjekkisk: Kladská kotlina, tysk: Glatzer Kessel) en dal i bjergkæden Sudeterne, der dækker den centrale del af Powiat Kłodzko i det sydvestlige Polen, hvor den sydlige spids strækker sig til Tjekkiet omkring byen Králíky. Den vigtigste og største by i dalen er Kłodzko.
Dalen gennemløbes af floden øvre Nysa Kłodzka, der løber fra syd til nord og omgivet af Taffelbjergene, Bardzkiebjergene og Bystrzyckiebjergene i Centralsudeterne i vest  samt af Snieznikbjergene, Gyldne bjerge og Uglebjerge i østsudeterne i øst. Bjergpassene Kudowa/Běloves i vest og Międzylesie/Lichkov i syd forbinder til de tjekkiske områder omkring Náchod og Králíky. Nysa Kłodzka løber gennem dalen og får selskab af floderne Biała Lądecka, Bystrzyca Dusznicka og Ścinawka, og forlader den derefter i nordøst gennem Bardzkiebjergene til Bardo i Niederschlesien.
I oldtiden førte den romerske ravvej gennem Kłodzko-dalen.
Dalen er en del af den historiske  region  Kłodzko Land, som er et turistmål både om sommeren og vinteren, med talrige hoteller, sanatorier og mange bjergstier.